# Plískavice běloboká
Plískavice běloboká (Lagenorhynchus acutus) je druh menšího kytovce z čeledi delfínovití, který se vyskytuje v severní vodách Atlantiku. Typickým znakem druhu je bílé břicho a světlý pruh na boku táhnoucí se od hřbetní ploutve k počátku ocasu.

## Systematika

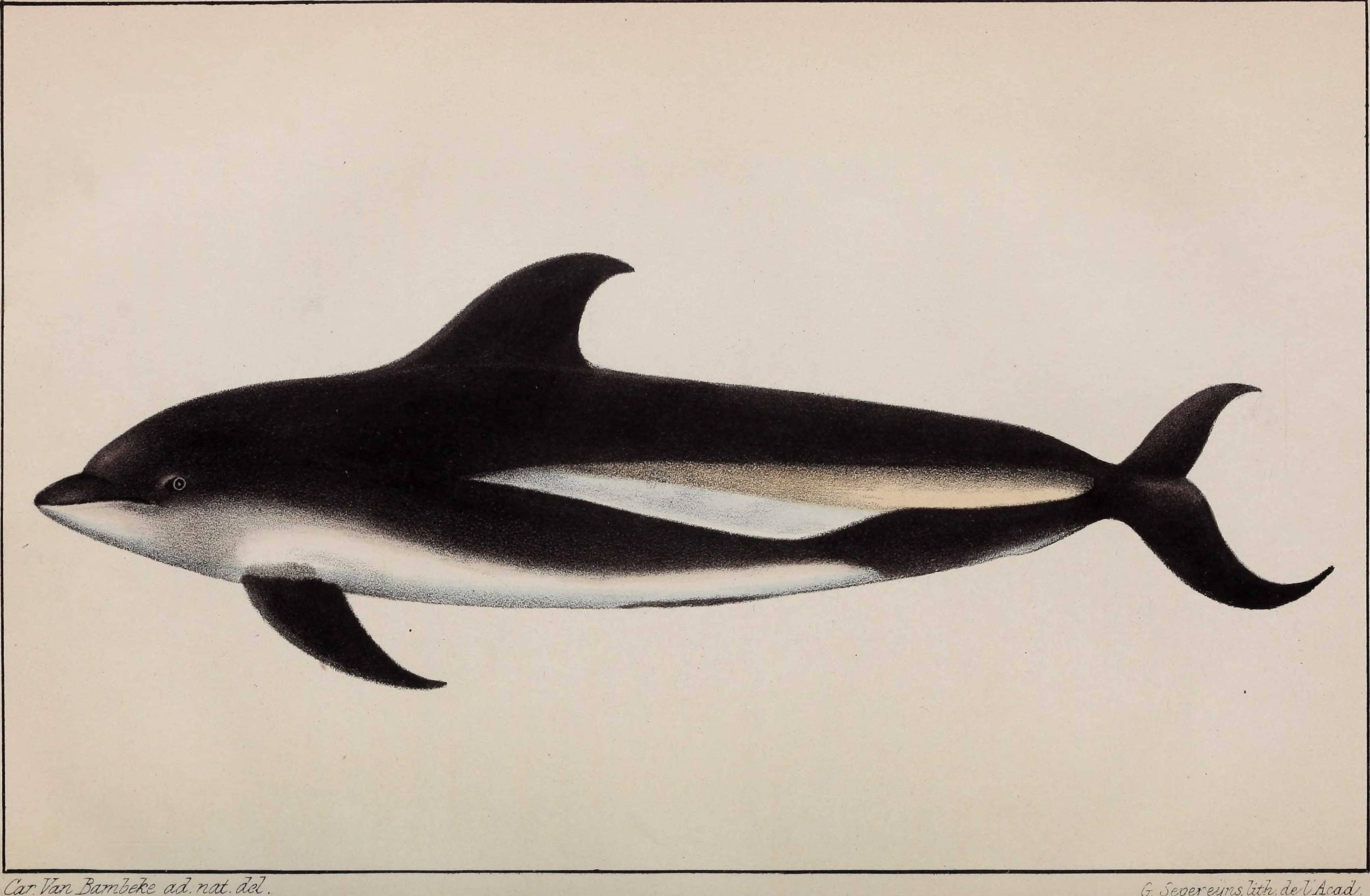
Ilustrace plískavice běloboké (1864)

Ke straším českým názvům patří delfín běloboký. Vědecké jméno druhu zní Lagenorhynchus acutus, kdy Lagenorhynchus pochází z řeckého lagenos („láhev“) a rhynchos („zobák“) a rodové acutus znamená v latině „špičatý“ nebo „ostrý“.

## Popis
Jedná se o baculatého, relativně robustního delfínovitého kytovce. Samice váží kolem 180 kg a dosahuje délky kolem 2,5 m, samec váží 230 kg a měří kolem 2,8 m. Tupý zobák je zřetelně oddělený, jen asi 5 cm krátký, shora tmavě šedý až černý a zespoda světle hnědý až bílý. Boky jsou výrazně světlé, což dalo plískavici i její druhové jméno. Boční světlý pruh začíná již pod hřbetní ploutví jako bílý pruh, a postupně směrem k ocasu přechází do žluté až světle hnědé. Břicho je bílé. Hřbetní ploutev je vysoká, zatočená dozadu a jemně zašpičatělá. Prsní ploutve jsou středně velké a zašpičatělé. Jak prsní ploutve, tak hřbetní ploutev i ocas jsou tmavě šedé až černé. Od zobáku se táhne tmavě šedý až černý tenký proužek, který končí u stejně zbarveného kroužku kolem oka. Horní čelist ukrývá 29–40 párů malých kónických zubů, ve spodní čelisti se nachází 31–38 zubů.

## Areál rozšíření a populace

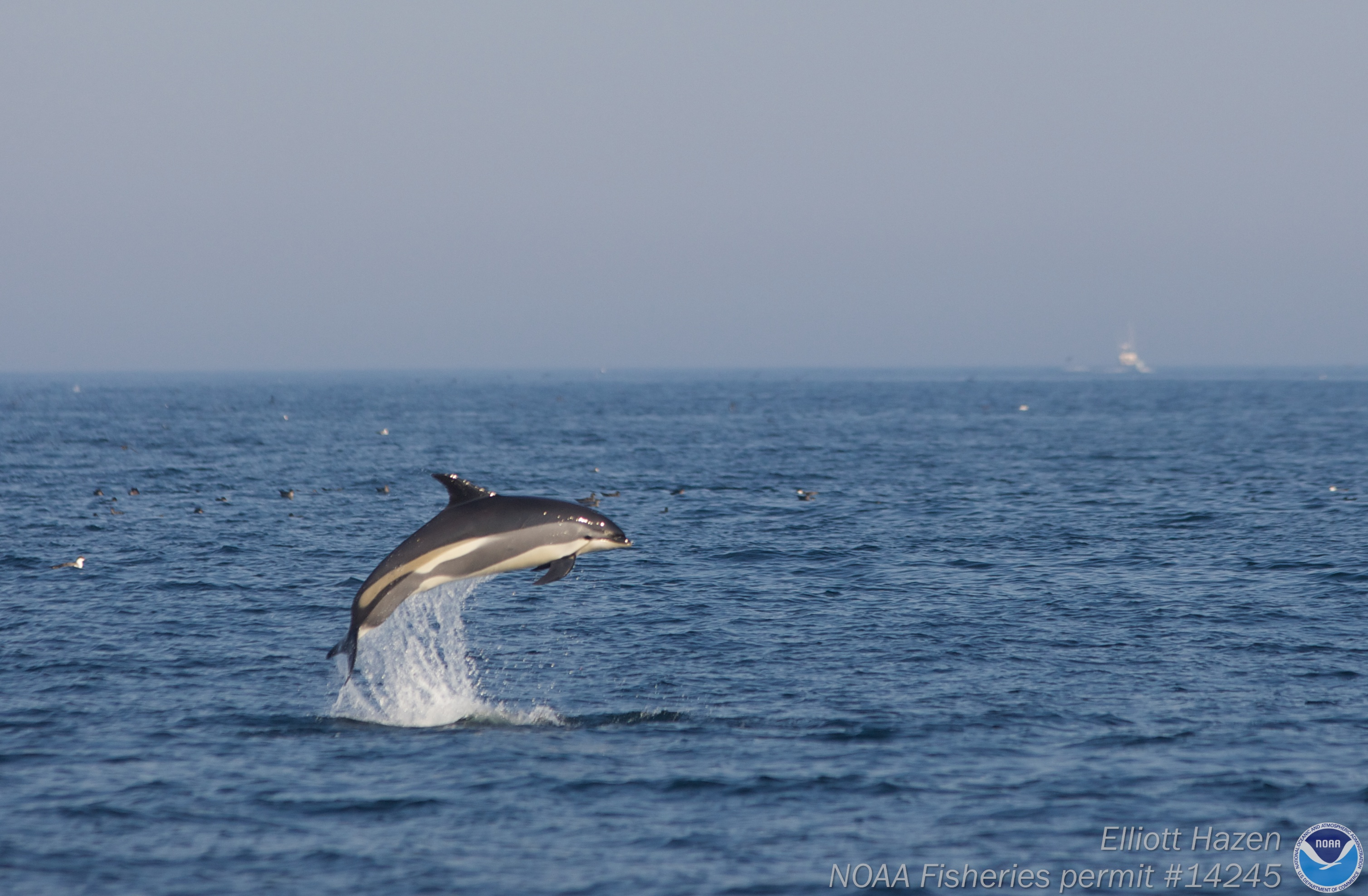
Plískavice běloboká při výskoku nad hladinou

Plískavice běloboká obývá studenější vody severního Atlantiku. Typicky se vyskytuje nad kontinentálními šelfy a svahy, nezřídka v hlubokých vodách a občas i u pobřeží. Jižní cíp areálu rozšíření utváří na východě Bretaňský poloostrov a na západě Cape Cod (cca 38° j. š.). Na severu se objevuje až k jižnímu Grónsku, Islandu, Faorským ostrovům a Špicberkám. V Baltském a Barentsově moři se vyskytuje spíše výjimečně. Typicky pobývá ve vodách mezi 5–16 °C.
Plískavice běloboká je poměrně početný druh. V oblasti Nové Anglie dokonce patří k nejpočetnějším kytovcům. V roce 2004 byla celková velikost populace druhu hrubě odhadována na 150–300 tisíc jedinců.

## Biologie

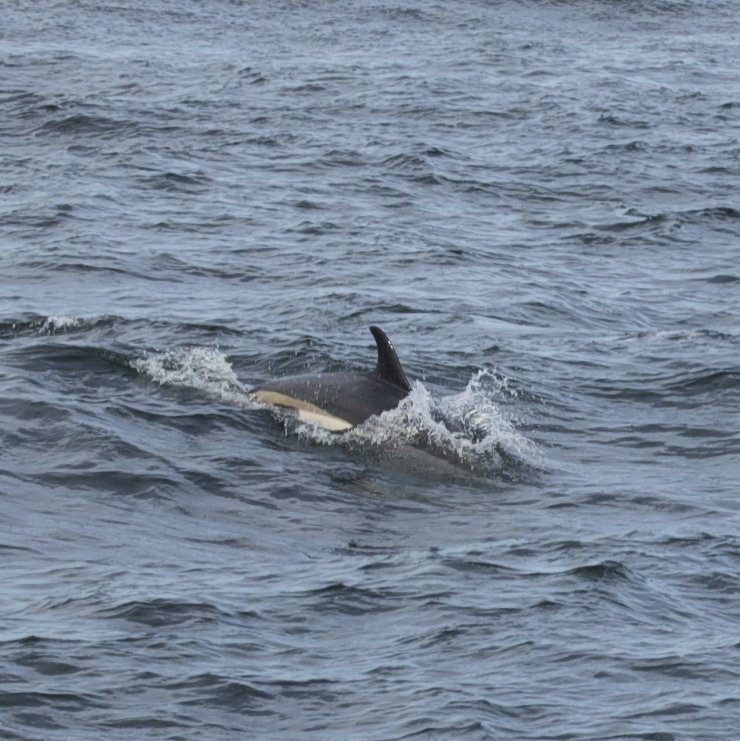
Hřbetní ploutev plískavice běloboké s patrným bílý bočním pruhem, který blíže k ocasu přechází do žlutohnědého pruhu

Jedná se o poměrně sociálního tvora, který žije ve skupinách, jejichž velikost se liší podle lokace. Např. u Newfoundlandu mají skupiny typicky 50–60 jedinců, zatímco u Islandu méně než 10 plískavic. Občas se mohou objevovat skupiny i o několika set plískavicích bělobokých a známy jsou dokonce případy o skupinách o 2–4 tisících plískavic. Dá se předpokládat, že u těchto skupin dohází k určité segregaci na základě pohlaví nebo věku, což se vyvozuje na základě masivních uvíznutí na mělčině, kdy mezi plískavicemi nebývají nedospělí (juvenilní) jedinci. Nad vodou jsou dosti aktivní, často pleskají ocasem o vodní hladinu nebo nad hladinu vyskakují. Hlavně samci se s oblibou projíždí ve vlnách, někdy i ve vlnách vyvolaných velkými loděmi.

### Potrava
Plískavice běloboké jsou při krmení spojováni s velkými kosticovými kytovci jako jsou plejtváci, které často následují. Občas mohou utvářet i neforemná stáda s kulohlavci a jinými druhy delfínovitých (mj. delfíny skákavými a plískavicemi bělonosými). Živí se hlavně hejnovými rybami (sleďovití, markelovití, koruškovití, treskovití, štikozubcovití, smačkovití), potravu doplňuje hlavonožci a krevetami. Složení jídelníčku se proměňuje s potravní nabídkou a environmentálními podmínkami. Potravu patrně získávají z mělkých hloubek, což se vyvozuje z délky typického ponoru, který je do jedné minuty, a nejdelšího ponoru, který dosahoval jen 4 minut.

### Rozmnožování
K vrhům dochází v létě s určitými přesahy, nejčastěji však v červnu a červenci. Mláďata jsou při narození dlouhá 120 cm. Doba laktace trvá kolem 18 měsíců. Samice dosahují pohlavní dospělosti po dorůstu do 2–2,2 m, u samců to je 2,15–2,5 m), což odpovídá věku 6–12 let. Samice se mohou dožít nejméně 27 let, samci 22 let.

## Ohrožení

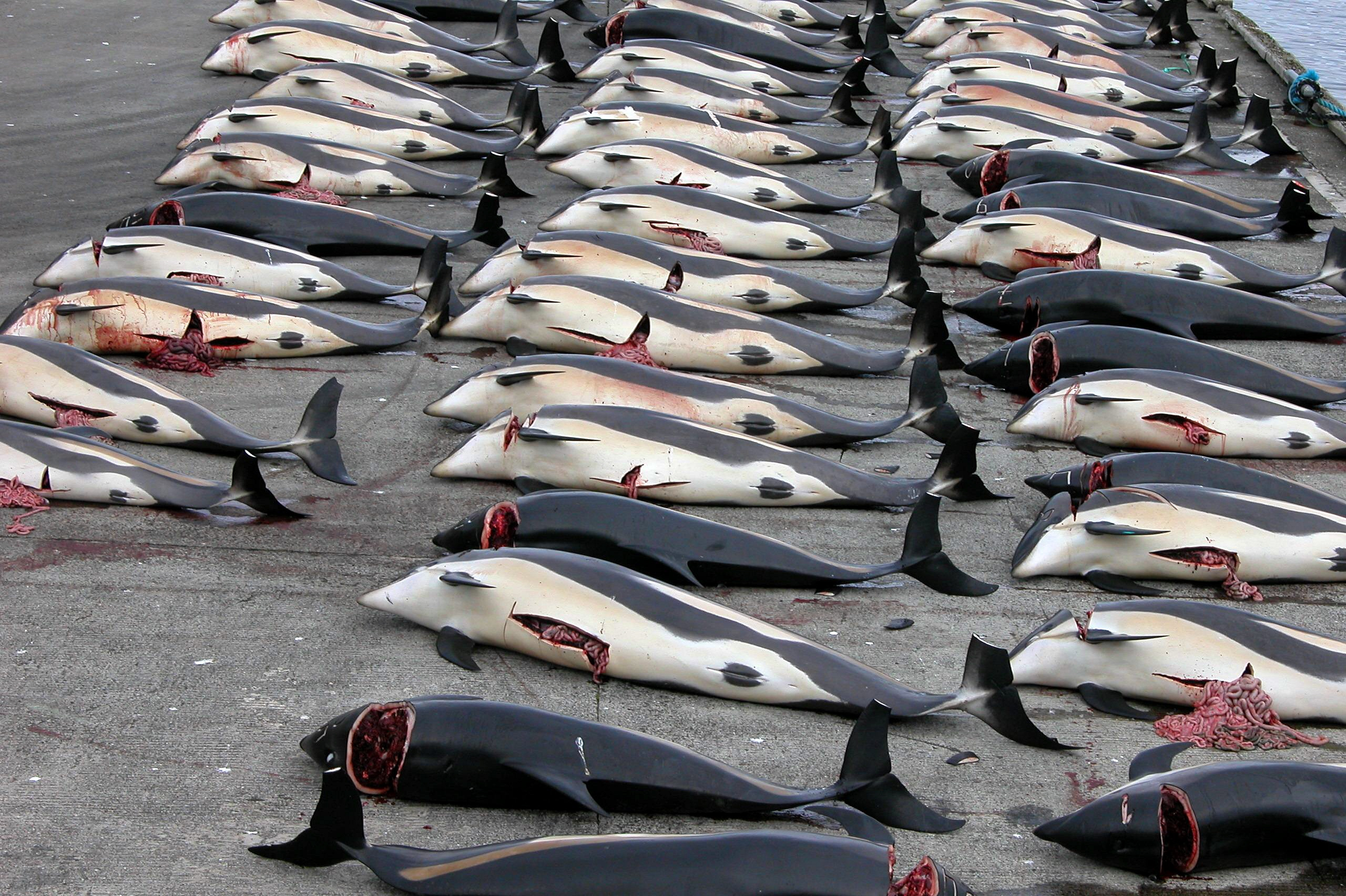
Mrtvé plískavice běloboké na Faorských ostrovech

Plískavice běloboké byly v minulosti hojně loveny lovci v Norsku a Newfoundlandu, v menší míře i v Grónsku a na Faorských ostrovech. Při nejmenším v Kanadě (Newfoundland a Labrador), Grónsku a Faorských ostrovech stále k příležitostnému lovu dochází. Pro představu, v roce 2004 bylo na Faorských ostrovech odloveno 333 plískavic bělobokých. K dalším typům ohrožení patří zamotání do rybářských sítí, kontaminace těžkými kovy a organochloridy nebo smrt následkem požití plastů. Plískavice běloboké jsou poměrně častým druhem kytovce, u kterého byl zaznamenán fenomén masivního uvíznutí na mělčině.